# La storia di una donna
La storia di una donna er en italiensk stumfilm fra 1920 af Eugenio Perego.

## Medvirkende
- Pina Menichelli som Beatrice
- Luigi Serventi som Paolo
- Livio Pavanelli som Fabiano